# Rutan Voyager
Bản mẫu:Infobox Aircraft Career
Rutan Model 76 Voyager  là chiếc máy bay đầu tiên bay vòng quanh thế giới mà không dừng lại hay tiếp nhiên liệu. Nó được điều khiển bởi Dick Rutan và Jeana Yeager. Chuyến bay cất cánh từ đường băng dài 4600 m của căn cứ không quân Edwards ở sa mạc Mojave vào ngày 14 tháng 12 năm 1986, và kết thúc 9 ngày, 3 phút và 44 giây sau đó vào ngày 23, thiết lập kỷ lục kéo dài chuyến bay. Chiếc máy bay đã bay theo hướng tây 26.366 dặm Anh (42.432 km; khoảng cách công nhận FAI là 40.212 km)  ở độ cao trung bình là 11.000 feet (3.350 m).

## Thiết kế và phát triển

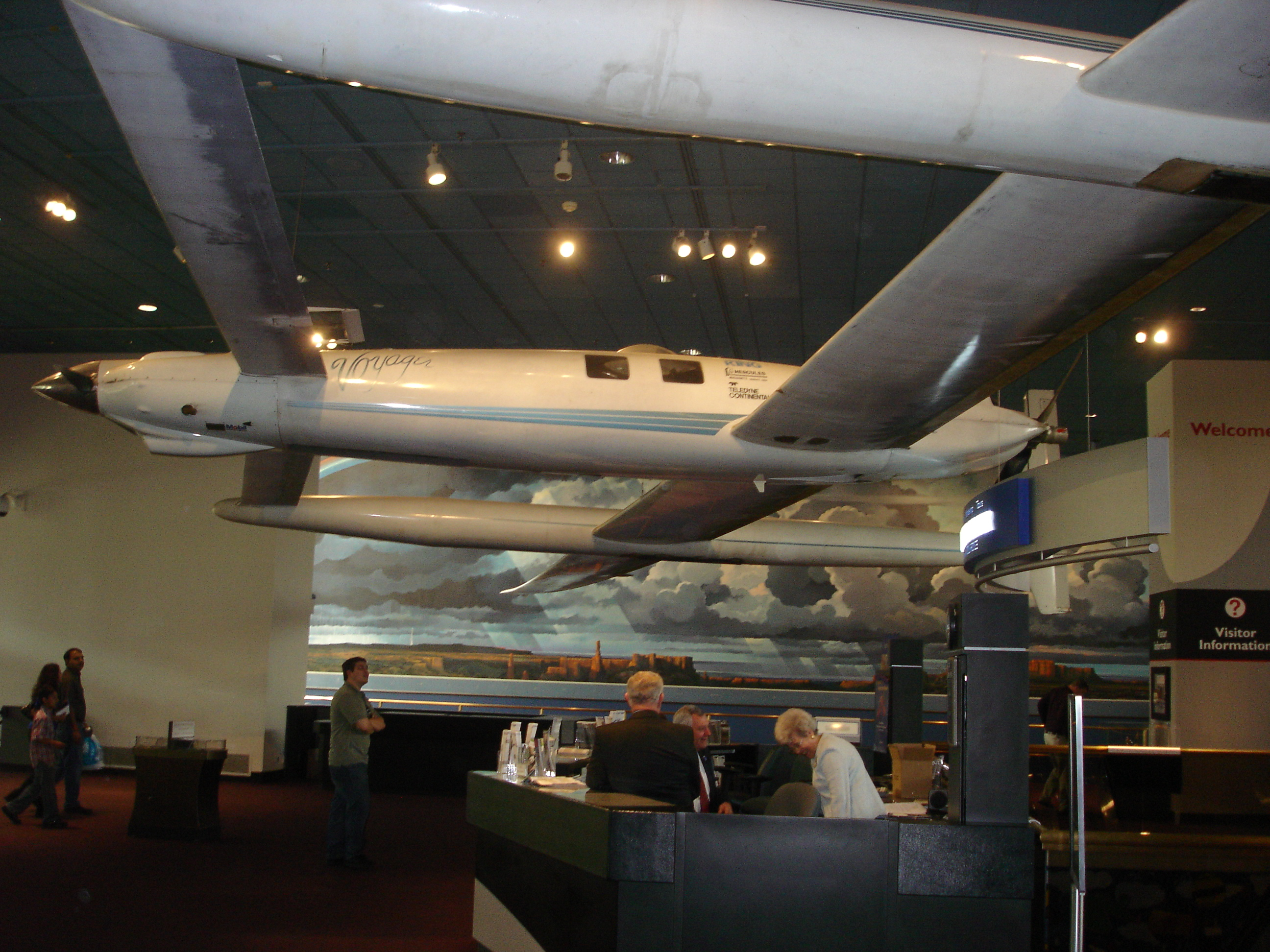
Voyager trưng bày tại Bảo tàng Không gian và Vũ trụ Quốc gia

Chiếc máy bay đầu tiên được tưởng tượng bởi Jeana Yeager, Dick Rutan, và anh trai của Dick Burt Rutan khi họ đang ăn trưa vào năm 1981. Ý tưởng ban đầu lần đầu tiên được phác thảo trên mặt sau của một chiếc khăn ăn. Voyager được chế tạo tại Mojave, California, trong một khoảng thời gian năm năm. Voyager được chế tạo chủ yếu bởi một nhóm các tình nguyện viên làm việc theo cả máy bay Rutan và một tổ chức được thành lập theo tên Máy bay Voyager.
Khung máy bay, phần lớn làm bằng sợi thủy tinh, sợi carbon và Kevlar, nặng 939 pound (426 kg) khi rỗng. Tính cả các động cơ, trọng lượng không tải của máy bay là 2.250 lb (1.020,6 kg). Tuy nhiên, khi nó đã được nạp đầy đủ trước khi các chuyến bay lịch sử, nó nặng 9,694.5 pound (4.397 kg) do số lượng lớn nhiên liệu cần thiết cho các chuyến bay đường dài. Chiếc máy bay đã có một thang máy ước tính để kéo tỷ lệ (L / D) 27. Các cánh mũi và cánh airfoils được tùy chỉnh thiết kế và máy bay được phân tích bằng động lực học chất lỏng. Máy phát điện xoáy đã được thêm vào cánh mũi, làm giảm độ nhạy cảm với nhiễm bẩn bề mặt
.
Voyager có cánh quạt phía trước và phía sau, sử dụng động cơ riêng biệt. Ban đầu nó được bay vào ngày 22 tháng 6 năm 1984, trang bị động cơ Lycoming O-235 với các cánh quạt fixed-pitch. Trong tháng 11 năm 1985, chiếc máy bay đã được ra mắt, lắp động cơ máy bay bay trên thế giới, một động cơ Teledyne Continental O-240 làm mát bằng không khí ở vị trí phía trước và một Teledyne Continental IOL-200 làm mát bằng chất lỏng ở vị trí phía sau. Cả hai đều được trang bị động cơ cánh quạt MT chạy bằng điện. Kế hoạch là cho động cơ phía sau sẽ được vận hành trong suốt chuyến bay. Động cơ phía trước đã được dùng để cung cấp năng lượng bổ sung cho cất cánh và phần đầu của chuyến bay tại trọng lượng nặng.
Vào ngày 15 tháng 7 năm 1986, Rutan và Yeager hoàn thành một chuyến bay thử nghiệm, ngoài khơi bờ biển California, trong đó họ đã bay 111 giờ và 44 phút, chiều dài 11.857 statute dặm (19.082 km),, phá vỡ kỷ lục trước đó được tổ chức bởi một sản phẩm của Canadair CP-107 Argus của RCAF. Cố gắng đầu tiên chuyến bay này bị ảnh hưởng bởi sự cố một động cơ cánh quạt có pitch thay đổi và họ bị buộc phải hạ cánh khẩn cấp tại căn cứ không quân Vandenberg. Trên một chuyến bay thử nghiệm ngày 29 tháng 9 năm 1986, máy bay phải hạ cánh khẩn cấp do một lưỡi cánh quạt rời máy bay.  Kết quả là, đã quyết định chuyển sang Hartzell cánh quạt bằng thủy lực. Trong một chương cấp tốc, Hartzell làm cánh quạt chỉnh cho máy bay, lần đầu tiên đã bay vào ngày 15 tháng 11 năm 1986.